# Сатыбалдин, Сагындык Сатыбалдиевич
Сагындык Сатыбалдиевич Сатыбалдин (5 мая 1937 — 2 октября 2020) — казахстанский учёный в области экономики, педагог, доктор экономических наук, профессор, академик НАН РК, общественный деятель, «Почётный работник образования Республики Казахстан».

## Биография
Родился 5 мая 1937 года в колхозе Жангельды Аулиекольского района Кустанайской области.
В 1955 году окончил школу имени Ш. Валиханова Аулиекольского района.
В 1960 году окончил экономический факультет Казахского государственного университета им. С. М. Кирова.
В 1975—1976 годах С. Сатыбалдин прошел курсы обмена в различных университетах и исследовательских центрах США. В 1981 г. защитил докторскую диссертацию на тему «Расчет затрат при производстве промышленной продукции СССР и США» в МГУ им. М. Ломоносова.
В 1984—1985 годах был направлен в Высшую школу народного хозяйства Социалистической Республики Вьетнам с группой ведущих ученых СССР. Он преподавал предмет «Анализ хозяйственной деятельности на социалистических предприятиях». Его лекции были собраны в книгу и опубликованы на вьетнамском языке.

## Трудовая деятельность
• В 1962 году стал старшим преподавателем кафедры планирования и бухгалтерского учета народного хозяйства экономического факультета Казахского государственного университета.
• 1963—1983 — старший преподаватель, доцент, заведующий кафедрой, заместитель декана, декан экономического факультета Алматинского институт народного хозяйства.
• 1983—1985 — первый зам. председателя СОПС АН Казахстана
• 1985—1989 — ректор Уральского педагогического института
• 1989—1993 — заместитель директора Института экономики АН Казахстана
• 1993—2004 — первый зам. исполнительного директора, исполнительный директор, вице-президент по административным вопросам, советник президента в КИМЭП при Президенте РК.
• С 2004 года работает заведующим кафедрой экономики и бизнеса, деканом финансово-экономического факультета, советником ректора Казахстанско-Британского технического университета.

## Научная деятельность
Автор более 500 научных трудов, исследований и разработок, в том числе 20 монографий, 25 коллективных монографий, учебных пособий и брошюр. Под его руководством подготовлено к защите 20 магистрантов, 12 PhD, 64 кандидата экономических наук и оказана научная консультация в подготовке 29 докторов экономических наук.
• «Хроника будущего», «Учетные системы транзитной экономики»
• «Приоритеты развития единого экономического пространства»
• «Испытания во времени»
• «Қазақстан ғасырлар асуында»
• «Тәуелсіз Қазақстанға 20 жыл: реформалар, бағдарламалар, нәтижелер, кеңестер»
• «Economy of Kazakhstan at Centery Junction»
• «Deyelopment problems of the economy of Kazakhstan in foreign publication» и др.

## Награды и звания
1. доктор экономических наук (1980)
2. профессор (1982)
3. Академик НАН РК (2004)
4. Лауреат Премии Ш. Валиханова (2000)
5. Серебряная медаль «Выдающийся мыслитель XXI века» (Библиографический центр Кембриджского университета 2004)
6. Почётный Диплом «Международная награда за мир» (Американский библиографический институт 2006)
7. Юбилейная медаль «10 лет Астане» (2008)
8. Медаль имени А. Байтурсынова (2008)
9. «Золотая звезда бухгалтера» (Ассоциация бухгалтеров-аудиторов СНГ «Содружество» 2009)
10. «Почётный работник образования Республики Казахстан» (2009)
11. Медаль «За заслуги в развитии науки Республики Казахстан»
12. Медаль «20 лет Конституции Республики Казахстан» (2015)
13. Почётный профессор; Восточно-Казахстанского государственного технического университета имени Д. Серикбаева, Международного казахстанско-турецкого университета имени Яссауи, Карагандинского экономического университета Союза потребителей Казахстана, Костанайского государственного университета имени А. Байтурсынова, Северо-Казахстанского государственного педагогического университета имени академика М. Козыбаева, Западно-Казахстанский государственный университет имени М. Утемисова.